# Ломничка река
Ломничка река је река у Србији, југоисточно од Крагујевца у Шумадијском округу. Њена дужина је око 12 km². Извире на источним обронцима Гледићких планина у селу Белан Мала, на висини од 320 метара. На свом току пролази кроз веће село Ломницу, по којем је и добила име. Код места Вукмановац се улива у Дуленску реку, на надморској висини од око 193 метра.
Ломничка река нема важнијих притока осих неколико потока просечне дужине од 500 до 1.000 метара. Најзначајнији је Ливадски поток, дужине око 4 km, који се као лева притока улива код места Белан Мала.